# Bagger 255

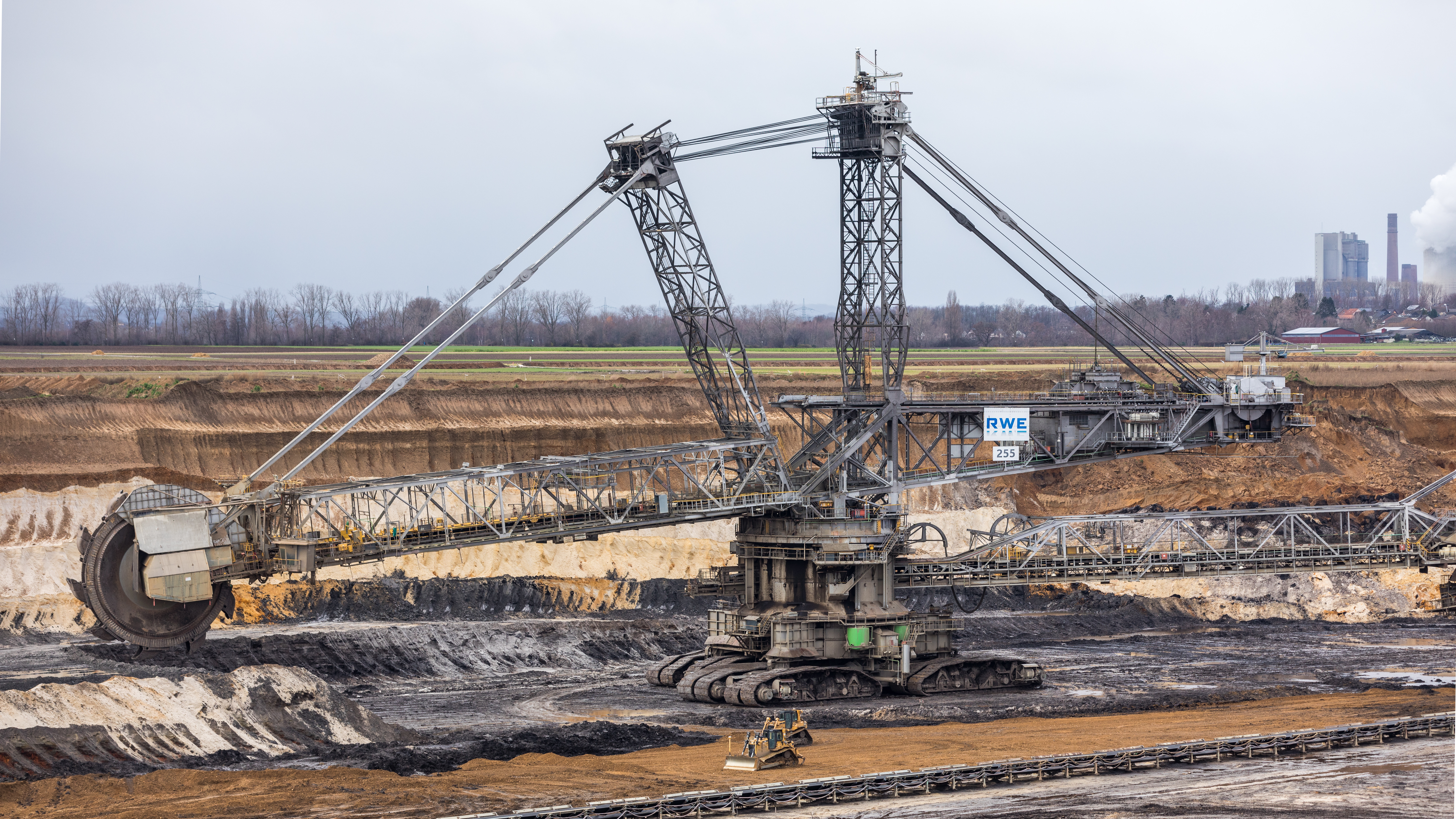
Schaufelradbagger 255 im Tagebau Inden

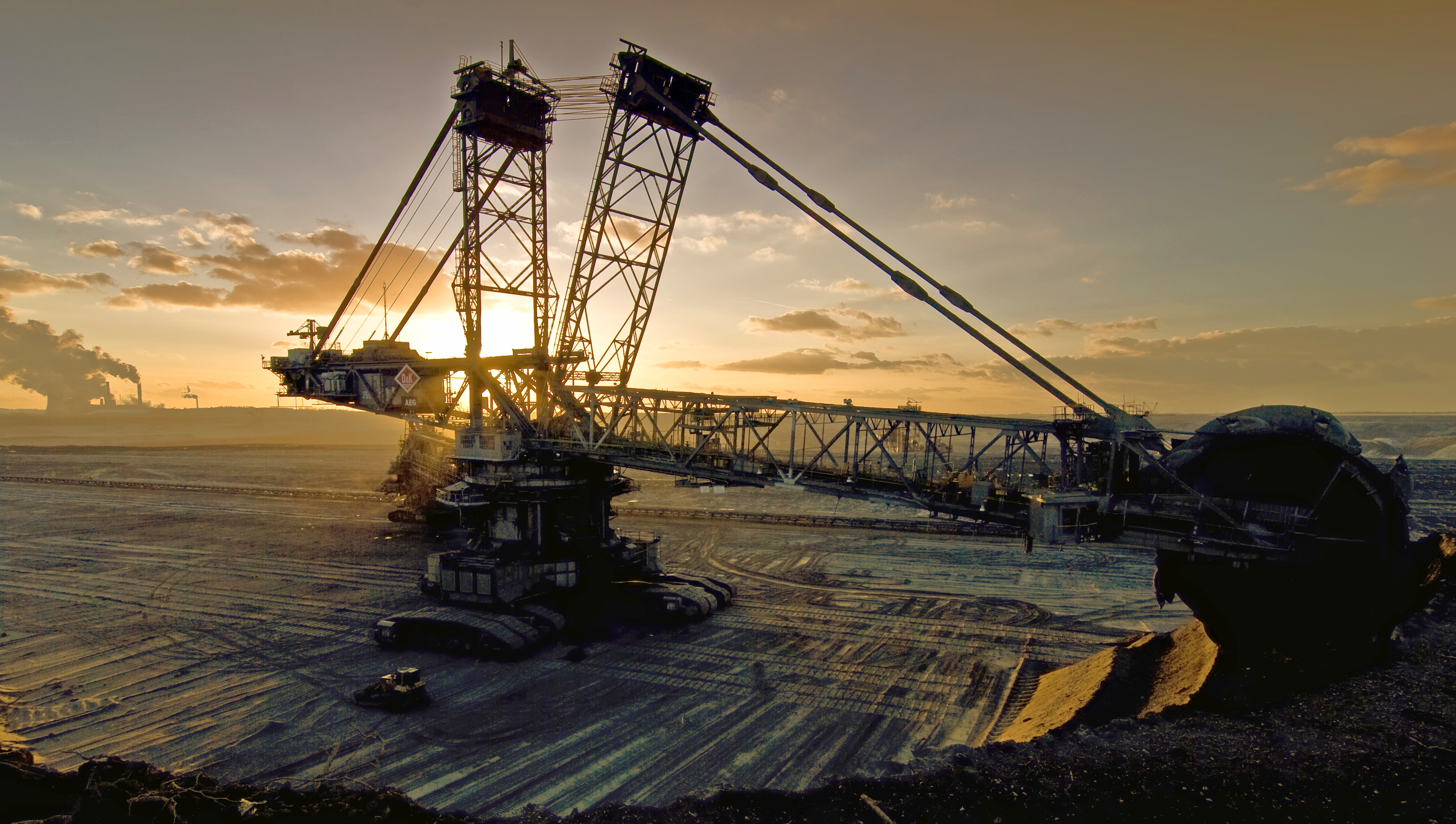
Bagger 255 im Gegenlicht

Bagger 255 ist der älteste in Betrieb befindliche Schaufelradbagger der Welt. Er arbeitet zurzeit im Tagebau Inden.
Hersteller ist die Lübecker Maschinenbau Gesellschaft (LMG), die Elektroausrüstung stammt von AEG.
Der Bagger wurde 1954 unter LMG-Baunummer 1089 gebaut und ab 1955 zum Aufschluss des Tagebaus Fortuna-Garsdorf eingesetzt. Er gehört der 100.000er-Klasse an, das heißt, er kann täglich bis zu 110.000 m³ Erdreich bewegen. Moderne Schaufelradbagger im Rheinischen Braunkohlerevier bewegen 240.000 m³/Tag.
Bagger 255 wurde 20 Jahre nach seiner Inbetriebnahme am 17. Dezember 1975 von Garsdorf zum Tagebau Frimmersdorf, heute Tagebau Garzweiler umgesetzt. 1986 bekam er ein neues Schaufelrad. 1992 erfolgte dann die Verlegung des Baggers 255, des Absetzers 737 und des Bandschleifenwagens (BSW) 939 vom Tagebau Garzweiler zum Tagebau Inden. 
Im Jahr 2010 wurde das 17 m hohe Schaufelrad mit einem Gewicht von 135 t erneut ersetzt. Des Weiteren wurde noch ein Teil des Fahrwerkes ersetzt. Die Gesamtkosten für diese Reparaturen beliefen sich auf etwa 8 Mio. Euro. 
Bagger 255 hat ein Dienstgewicht von 5900 t, eine Länge von 210 m und eine Höhe von 66 m.